# Бери, Балинт фон
Ба́линт фон Бери́ (нем. Balint von Bery; 11 января 1944 — 2009) — немецкий кёрлингист.
В составе мужской сборной ФРГ участник двух чемпионатов мира (лучший результат — четвёртое место в 1979) и двух чемпионатов Европы (лучший результат — седьмое место в 1979).
Играл в основном на позиции третьего.

## Команды
| Сезон   | Четвёртый      | Третий             | Второй             | Первый              | Турниры           |
| ------- | -------------- | ------------------ | ------------------ | ------------------- | ----------------- |
| 1977—78 | Кит Вендорф    | Саша Фишер-Вепплер | Балинт фон Бери    | Хайно фон Лесток    | ЧМ 1978 (6 место) |
| 1978—79 | Кит Вендорф    | Балинт фон Бери    | Саша Фишер-Вепплер | Хайно фон Лесток    | ЧМ 1979 (4 место) |
| 1979—80 | Кит Вендорф    | Балинт фон Бери    | Хайно фон Лесток   | Петер Фишер-Вепплер | ЧЕ 1979 (7 место) |
| 1980—81 | Манфред Шульце | Балинт фон Бери    | Манфред Рёзген     | Ральф Хубнер        | ЧЕ 1980 (8 место) |

(скипы выделены полужирным шрифтом)